# جون كريد
جون كريد (بالإنجليزية: John Creed)‏ هو طبيب أسترالي، ولد في 21 نوفمبر 1842، وتوفي في 30 أكتوبر 1930.